# Běleč na Křivoklátsku
Běleč (deutsch Bieletsch, 1939–1945 Bleichen) ist eine Gemeinde in Tschechien. Sie liegt elf Kilometer südwestlich von Unhošť und gehört zum Okres Kladno. Die Gemeinde ist Mitglied der Mikroregion Bratronicko.

## Geographie
Běleč befindet sich am Oberlauf des Baches Vůznice in der Křivoklátská vrchovina und liegt im Landschaftsschutzgebiet Křivoklátsko. Nördlich erhebt sich der Žilinský vrch (463 m), im Osten die Kouty (473 m), der Vysoký vrch (Großberg, 486 m) und der Tuchonín (488 m), südöstlich die Plechovka (473 m), im Süden der Míšek (438 m), südwestlich die Skalka (435 m), im Westen der Holý kopec (438 m) sowie im Nordwesten der Krchůvek (472 m). Durch Běleč führt die Staatsstraße II/201 zwischen Křivoklát und Unhošť.
Nachbarorte sind Ploskov, Šarváš und Lhota im Norden, Bratronice, Borek, Mostecký Mlýn, Roučmídův Mlýn und Horní Bezděkov im Nordosten, Pohodnice, Poteplí, Malé Kyšice und Podkozí im Osten, Kouty, Chyňava, Zelená Bouda, Krkavčí Hora und Hýskov im Südosten, Skalka, Žlubinec, Nižbor, Dřevíč und Žloukovice im Süden, Luby, Podřeže, Sýkořice und Zbečno im Südwesten, Kaly, Novina, Klíčava, Písky und Požáry im Westen sowie Fialka und Leontýna im Nordwesten.

## Geschichte
Das Dorf entstand auf dem Jagdweg von Prag zur Burg Pürglitz. Erste Nachweise für eine Besiedlung reichen bis ins 10. Jahrhundert, im Jahre 1930 wurde bei Baggerarbeiten zwischen der Kirche und dem Gemeindeamt ein Urnengräberfeld aufgefunden.
Die erste schriftliche Erwähnung des zu den landesherrlichen Gütern gehörigen Dorfes Běleč stammt aus dem 11. Jahrhundert. Zu dieser Zeit bestand das Dorf aus einem Edelknechtshof mit zwei Hufen Land sowie fünf Hüfnern. Zu Běleč gehörten die umliegenden Wälder bis zum Klíčavatal. Als Besitzer des Gutes wechselten sich im Laufe der Zeit sowohl Adlige als auch Prager Bürger ab. Die Könige Georg von Podiebrad und Vladislav II. Jagiello dankten Wilhelm d. J. von Riesenberg auf Burg Rabí für dessen Dienste als Oberstkämmerer des Königreiches Böhmen, und überschrieben ihm das Dorf Běleč als Zugabe zum Amt des Oberstkämmerers. Vladislav II. Jagiello befreite im Jahre 1474 die Siedler von Běleč für deren freiwillige Teilnahme an drei bewaffneten Expeditionen in die Lausitz und nach Schlesien und Österreich auf ewigen Zeiten von allen königlichen Gefällen. Die damit verbundene alleinige Verfügungsgewalt über die zum Dorf gehörigen Wälder wurde jedoch von den Pürglitzer Beamten ignoriert, so dass die Einwohner von Běleč mehrfach Beschwerden über angemaßten Holzeinschlag und die Jagd von Hirschen in ihren Wäldern führten. Nachdem der Böhmische Landtag auf Antrag Rudolfs II. bereits zweimal ergebnislos über den Anschluss von Běleč an die Herrschaft Pürglitz beraten hatte, stimmte er diesem im Jahre 1594. Als Ausgleich dafür musste Rudolf II. den Hof Dehnici abtreten.
Als erster Dorfrichter ist 1598 Jan Kota nachweislich, der Gerichtshof von seinem Vorgänger Wenzel für 135 Schock gekauft hatte. Běleč wurde während des Dreißigjährigen Krieges niedergebrannt, sechs der elf Güter lagen wüst. Aus einem Bericht aus dem Jahre 1655 geht hervor, dass zu dieser Zeit die Haupterwerbsquelle der Männer aus Běleč die Holzflößerei auf der Berounka und der Moldau war. 1658 verpfändete Kaiser Leopold I. die Kronherrschaft Pürglitz an Johann Adolf von Schwarzenberg. Im Jahre 1685 verkaufte Leopold I. die Herrschaft an Ernst Joseph Graf von Waldstein. Dieser ließ 1704 die Kirche St. Nikolaus instand setzen.
1731 vererbte Johann Joseph Graf von Waldstein die Herrschaft an seine Tochter und Universalerbin Maria Anna Fürstin zu Fürstenberg, die sie 1756 testamentarisch mit der Herrschaft Kruschowitz und dem Gut Nischburg zu einem Familienfideikommiss von 400.000 Gulden vereinigte. Die eine Hälfte des Erbes fiel ihren Söhnen Joseph Wenzel zu Fürstenberg-Stühlingen und Karl Egon I. zu Fürstenberg zu, die andere ihren Töchtern Henriette Fürstin von Thurn und Taxis und Maria Theresia zu Fürstenberg. Als Fideikommisserben setzte sie ihren zweitgeborenen Sohn Karl Egon I. ein, der durch Ausgleich auch die Anteile seiner Geschwister erwarb. 1783 wurde in Bratronice eine Filialkirche geweiht, zuvor war das Dorf nach Zbečno eingepfarrt. Nach dem Tode von Karl Egon I. erbte 1787 dessen ältester Sohn Philipp Fürst zu Fürstenberg († 1790) den Besitz, ihm folgten seine Kinder Karl Gabriel zu Fürstenberg († 1799) und Leopoldine Prinzessin von Hessen-Rothenburg-Rheinfels. 1803 verzichteten die weiblichen Erben in einem Familienvergleich zugunsten des minderjährigen Karl Egon II. zu Fürstenberg und der fürstlichen und landgräflichen Häuser Fürstenberg; als Verwalter wurde bis zu dessen Volljährigkeit im Jahre 1817 Joachim Egon Landgraf von Fürstenberg eingesetzt.
Im Jahre 1843 bestand Bieletsch/Beleč aus 43 Häusern mit 410 Einwohnern. Im Ort gab es die Filialkirche des hl. Nikolaus, einen Meierhof mit einem Schlösschen, eine Pottaschensiederei und einen Getreideschüttboden. Abseits lagen die Schäferei und das Forsthaus Skalka, das Hegerhaus Schmidtsgrund (Kaly), das Hegerhaus (Kouty) und die Burgruine Ginčow. Pfarrort war Bratronitz. Bis zur Mitte des 19. Jahrhunderts blieb Bieletsch dem Fideikommiss Pürglitz untertänig.
Nach der Aufhebung der Patrimonialherrschaften bildete Běleč / Bieletsch ab 1850 einen Ortsteil der Gemeinde Bratronice im Bezirk Rakonitz und Gerichtsbezirk Pürglitz. Nach dem Tode des Karl Egon II. zu Fürstenberg erbte 1854 dessen zweitgeborener Sohn Max Egon I. den Fideikommiss Pürglitz. Besitzer des Schlösschens Běleč war zu dieser Zeit die Familie Kabáta; sie verkaufte es 1863 wegen Überschuldung an die Familie Bieschin zu Bieschin, die es als repräsentativen Herrensitz ausbaute. Běleč löste sich 1880 von Bratronice los und bildete eine eigene Gemeinde. Die Freiwillige Feuerwehr wurde 1895 gegründet. Nach dem Ersten Weltkrieg musste die Familie Bieschin zu Bieschin ihren Besitz in Běleč wegen Überschuldung durch große Kriegsanleihen bei der k.u.k. Armee verkaufen und übersiedelte nach Österreich. Im Jahre 1932 lebten in Běleč 533 Personen. Der Dorfplatz wurde 1931 neu gestaltet. Während der deutschen Besetzung erhielt das Dorf den deutschen Namen Bleichen. 1949 wurde Běleč aus dem Okres Rakovník in den Okres Kladno überwiesen. Am 1. Januar 1980 erfolgte die Eingemeindung nach Bratronice. Seit dem 24. November 1990 bildet Běleč wieder eine eigene Gemeinde.

## Ortsgliederung
Für Gemeinde Běleč sind keine Ortsteile ausgewiesen. Zu Běleč gehört die Einschicht Fialka.

## Söhne und Töchter der Gemeinde
- Antonín Kammel (1730–1784), Komponist und Geiger
- Jan Ondříček (1832–1900), Kapellmeister, Geiger und Musikpädagoge
- Bedřich Svatoš (1908–1991), Schriftsteller

## Sehenswürdigkeiten
- Kirche des Hl. Nikolaus, errichtet um 1500. Das Schiff wurde im Jahre 1903 neu erbaut.
- Hölzerner Glockenturm, erbaut 1717 im Auftrag von Johann Josef von Waldstein
- Barocke Statue des hl. Johannes von Nepomuk aus dem 18. Jahrhundert
- Schlösschen Běleč, es wurde nach 1863 für die Herren Bieschin zu Bieschin umgebaut und dient heute als Sonderschulinternat
- Ehemaliger Fürstenbergischer Meierhof, er ist heute Sitz einer Prager Computerfirma
- Keller am Hang unter der Kirche
- Ruine der mittelalterlichen Jagdburg Jenčov (Ginčow), südlich des Dorfes über dem Tal der Vůznice, erhalten sind die Reste eines viereckigen Turmes und Mauern eines Wohngebäudes
- Jagdschloss Dřevíč (Grund), erbaut zu Beginn des 18. Jahrhunderts, es ist seit 1991 Privatsitz von Karel Schwarzenberg
- Sühnestein am Ortseingang

Sehenswürdigkeiten
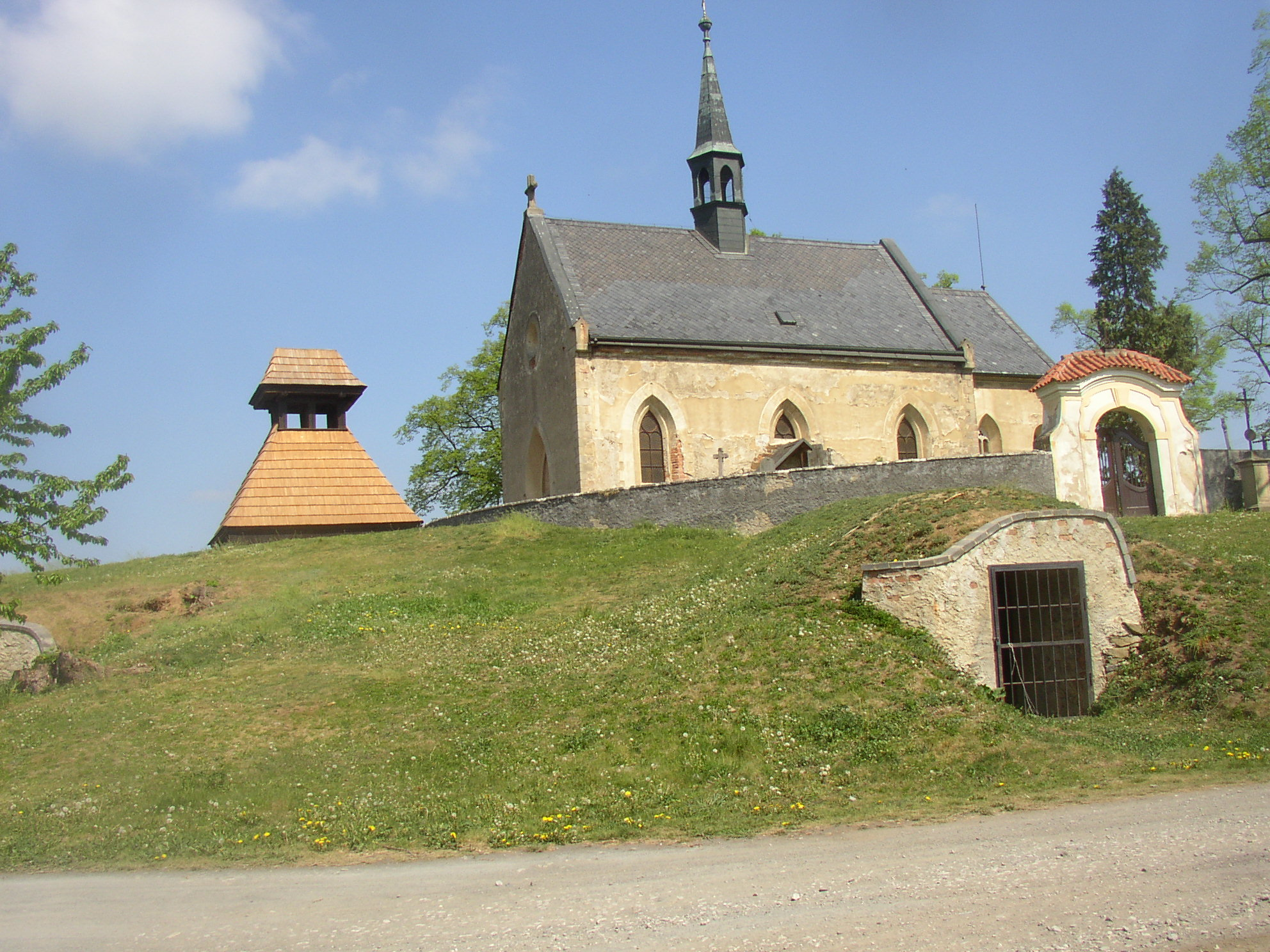
Unterkellerter Hügel mit Kirche St. Nikolaus, Friedhof und Glockenturm
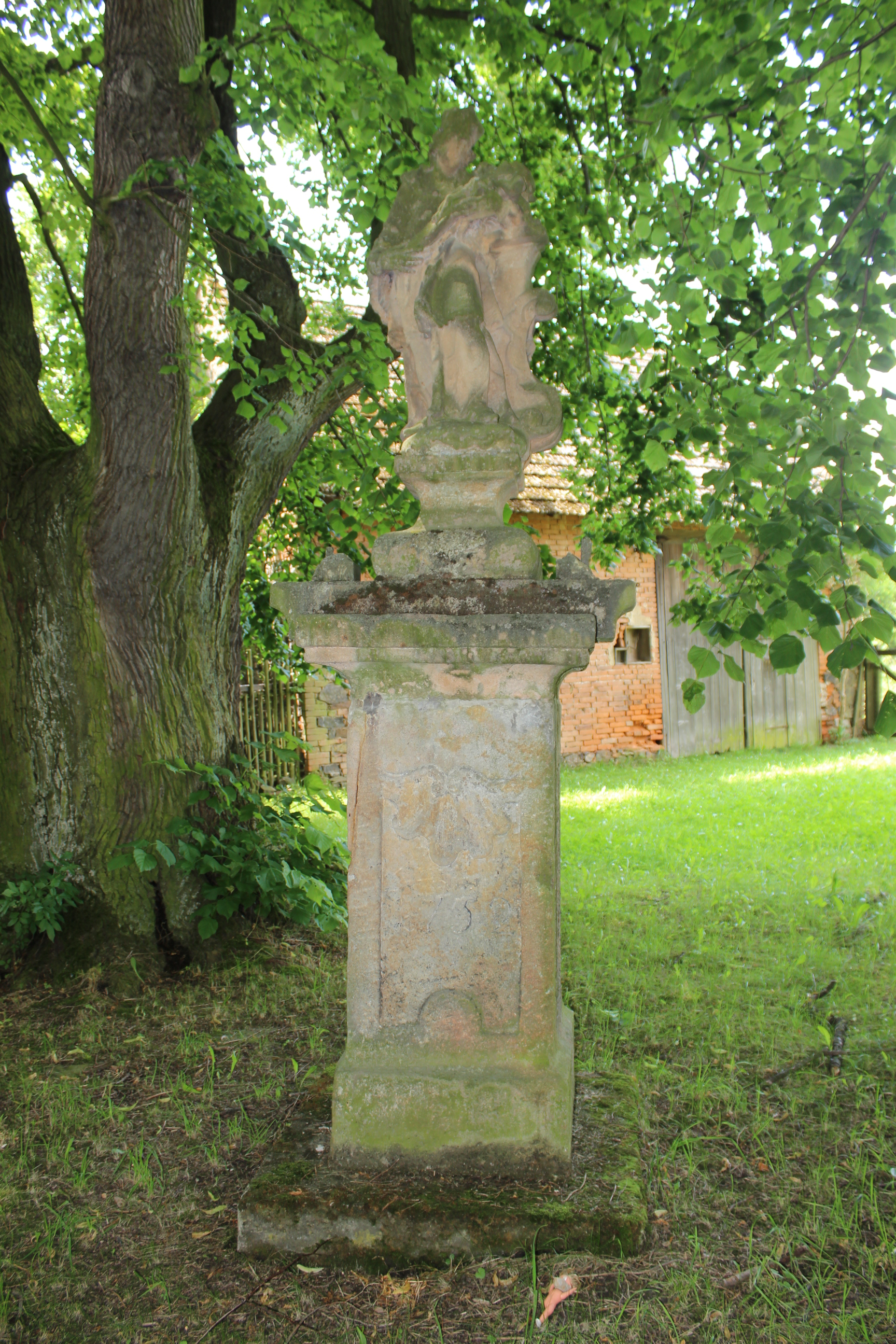
Statue des hl. Johannes von Nepomuk
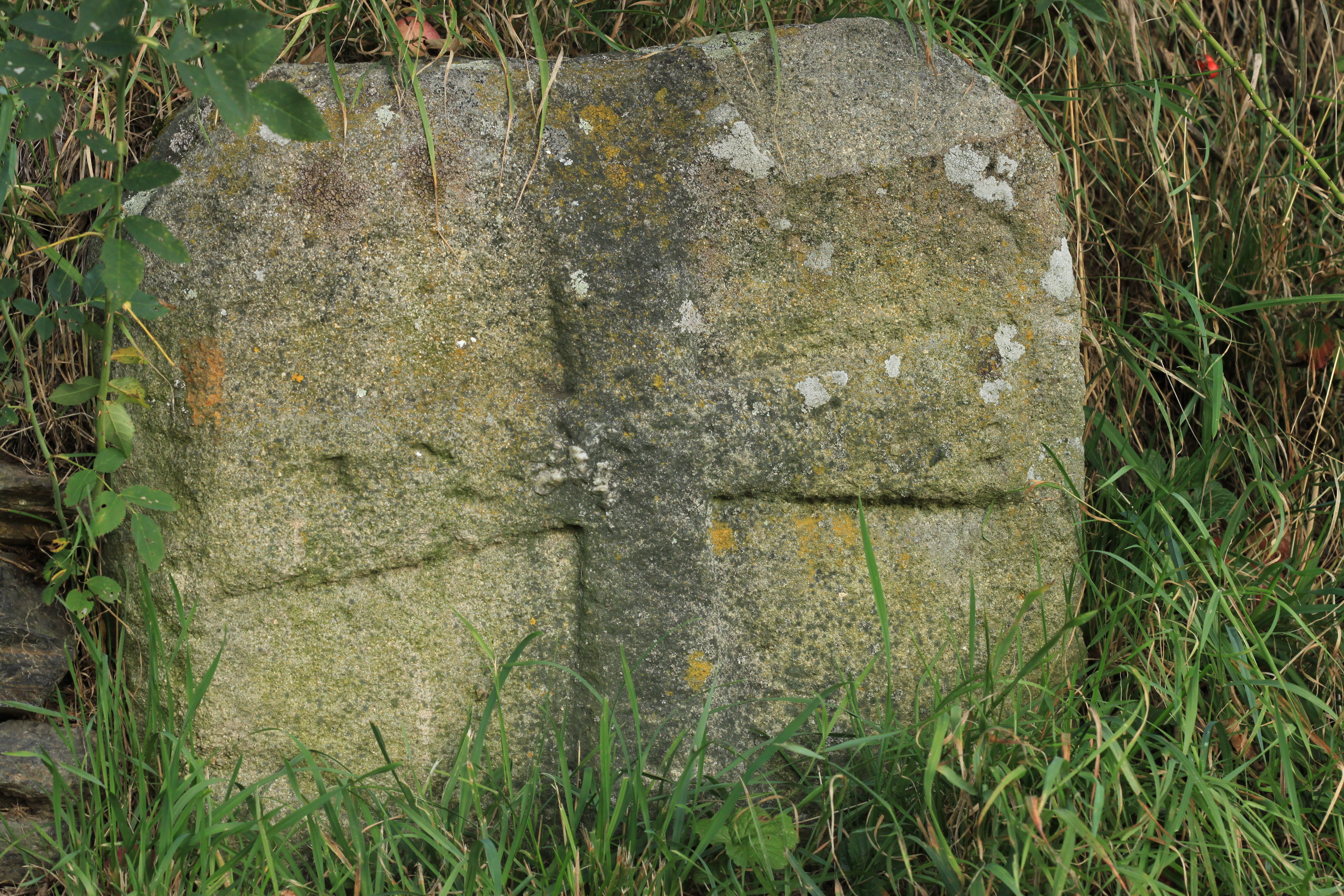
Sühnestein
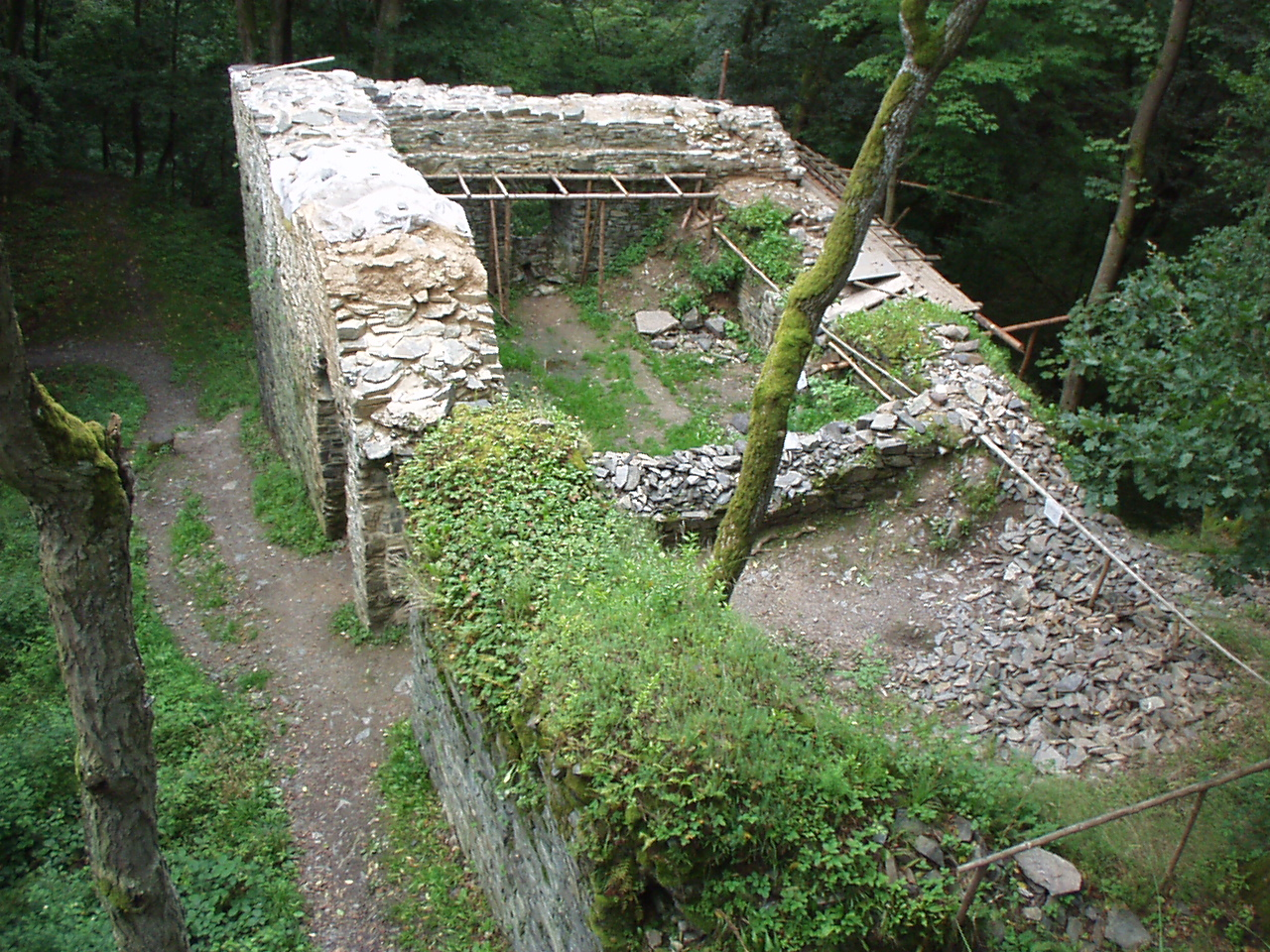
Ruine der Jagdburg Jenčov